# Томаш Росицки
Томаш Росицки (на чешки: Tomáš Rosický) е бивш чешки футболист, национал. Томаш Росицки е син на Иржи Росицки.

## Клубна кариера
Атакуващ полузащитник, познат с прякора „малкият Моцарт“, Росицки е известен със способността си да организира атаки и хладнокръвно да запазва топката.

### Борусия Дортмунд
Пристига в Борусия Дортмунд от Спарта Прага за рекордните за Бундеслигата 18 милиона британски лири през 2001 г. Репутацията на Росицки значително нараства в новия му клуб, но точно когато той бе един от най-ключовите играчи, тима от Дортмунд изпадна в сериозна финансова криза и стана ясно, че не могат да го задържат. Медиите спекулираха с преминаването му в Реал Мадрид, Атлетико Мадрид, Тотнъм, Челси и Арсенал. Борусия се бе примирила с напускането на Росицки и в края на сезон 2005 – 2006 той преминава в Арсенал, но на негово място идва южноафриканеца Стивън Пиенар, който ще трябва да го замести.

### Арсенал

#### 2006 – 2007
На 23 май 2006 г. Росицки подписва дългосрочен договор с Арсенал. Сумата, която Арсенал плаща на Борусия не е съобщена, но се предполага, че е в рамките на 10 милиона британски лири. Росицки облича фланелка с номер 7, която преди това бе носена от Робер Пирес. На 8 август 2006 г. прави своя дебют за Арсенал, в мач от Шампионската лига срещу Динамо Загреб, играейки като ляво крило. На 13 септември 2006 г. отбелязва първия си гол за Арсенал, при гостуването над Хамбургер, който бива избран за гол на Шампионската лига. На 11 февруари 2007 г. вкарва първия си гол в първенството срещу тима на Уигън. Арсен Венгер налага Росицки на левия фланг, като така прави от него един много добър заместник на напусналия Робер Пирес. Макар и в началото на своята кариера, Росицки получава прякора „Малкият Моцарт“ или „Моцарт на футбола“, заради умението му да организира играта в средата на терена.

#### 2007 – 2008
Росицки отново започва сезона като ляво крило. На 29 август вкарва първия си гол за сезона и то срещу бившия си клуб Спарта Прага, след добра работа на Александър Хлеб и Сеск Фабрегас. Росицки продължава добрата си форма и в първенството, където отбелязва на Портсмут със свиреп изстрел от остър ъгъл. Получава контузия в мач срещу Севиля, но се възстановява за мача с Болтън от първенството. До края на сезона вкарва два уникални гола на Евертън и на Фулъм. Феновете на Арсенал последно видяха Росицки в мач за ФА Къп срещу Нюкасъл на Емирейтс, на 26 януари, когато едва след 9 минути игра, той напуска терена контузен.

#### 2008 – 2009
След направената му операция на коляното се предполагаше, че ще се завърне септември, но на 2 октомври 2008 г. Арсен Венгер съобщава, че ако се завърне до нова година ще е добре.
На 8 декември 2008 г. в сайта на Арсенал се съобщава, че Росицки може да се завърне най-рано през март 2009 г. и че получената контузия е много сериозна и дори след преминаването и Росицки няма да може да играе на нивото което е играл.

## Международна кариера
Росицки прави своя международен дебют през 2000 г. на 19-годишна възраст, в мач срещу тима на Ирландия. Играе с чешкия национален отбор на Евро 2000 и Евро 2004, както и значително спомага за отиване на Чехия на световните финали в Германия през 2006 г.. Росицки блестеше в квалификационната фаза на турнира, вкарвайки няколко гола от пряк свободен удар и правейки прекрасни пасове с колегите си в нападение Милан Барош и Ян Колер. Росицки вкарва и победното попадение за Чехия в мача с Норвегия и гарантира участие на страната си на финалите. През 2006 г. вкарва 2 гола в мач срещу САЩ, един от които е номиниран за гол на Чехия на финалите на Световното в Германия. Росицки бе принуден да играе и като нападател след контузията на двамата си съотборника Милан Барош и Ян Колер. В началото на сезон 2006 – 2007 Росицки взима капитанската лента на Чехия от прекратилия кариерата си в националния отбор Павел Недвед. Росицки пропуска Евро 2008 поради травма.

## Статистика
(обновено на 27 януари 2008)
| Клуб             | Сезон     | Първенство | Първенство | Първенство | Купи   | Купи   | Купи       | Европейски клубни турнири | Европейски клубни турнири | Европейски клубни турнири | Общо   | Общо   | Общо       |
| Клуб             | Сезон     | Мачове     | Голове     | Асистенции | Мачове | Голове | Асистенции | Мачове                    | Голове                    | Асистенции                | Мачове | Голове | Асистенции |
| ---------------- | --------- | ---------- | ---------- | ---------- | ------ | ------ | ---------- | ------------------------- | ------------------------- | ------------------------- | ------ | ------ | ---------- |
| Спарта Прага     | 1998 – 99 | 3          | 0          | -          | -      | -      | -          | -                         | -                         | -                         | 3      | 0      | -          |
| Спарта Прага     | 1999 – 00 | 24         | 5          | -          | -      | -      | -          | -                         | -                         | -                         | 24     | 5      | -          |
| Спарта Прага     | 2000 – 01 | 14         | 3          | -          | -      | -      | -          | -                         | -                         | -                         | 14     | 3      | -          |
| Общо             | Общо      |            |            |            |        |        |            |                           |                           |                           | 41     | 8      | -          |
| Борусия Дортмунд | 2001 – 02 | 24         | 4          | -          | -      | -      | -          | 8                         | 1                         | -                         | 32     | 5      | -          |
| Борусия Дортмунд | 2002 – 03 | 30         | 3          | -          | -      | -      | -          | 7                         | 2                         | -                         | 37     | 5      | -          |
| Борусия Дортмунд | 2003 – 04 | 19         | 2          | -          | -      | -      | -          | 4                         | 0                         | -                         | 23     | 2      | -          |
| Борусия Дортмунд | 2004 – 05 | 26         | 4          | -          | -      | -      | -          | 0                         | 0                         | 0                         | 26     | 4      | -          |
| Борусия Дортмунд | 2005 – 06 | 27         | 6          | -          | -      | -      | -          | 0                         | 0                         | 0                         | 27     | 6      | -          |
| Общо             | Общо      |            |            |            |        |        |            |                           |                           |                           | 145    | 22     | -          |
| Арсенал          | 2006 – 07 | 26         | 3          | 3          | 5      | 2      | 1          | 6                         | 1                         | 0                         | 37     | 6      | 4          |
| Арсенал          | 2007 – 08 | 18         | 6          | 2          | 1      | 0      | 0          | 5                         | 1                         | 0                         | 24     | 7      | 2          |
| Общо             | Общо      |            |            |            |        |        |            |                           |                           |                           | 61     | 13     | 6          |

## Успехи

### Спарта Прага
- Победител
  - Чешко първенство: 1998 – 99, 1999 – 2000, 2000 – 01

### Борусия Дортмунд
- Победител
  - Бундеслига: 2001 – 02
- Второ място
  - Купа на УЕФА: 2001 – 02

### Арсенал
- Второ място
  - Карлинг Къп: 2007
- Победител
  - ФА Къп: 2013 – 2014

### Индивидуални
- Футболист на годината в Чехия: 2001, 2002, 2006